# قوطی‌بازکن

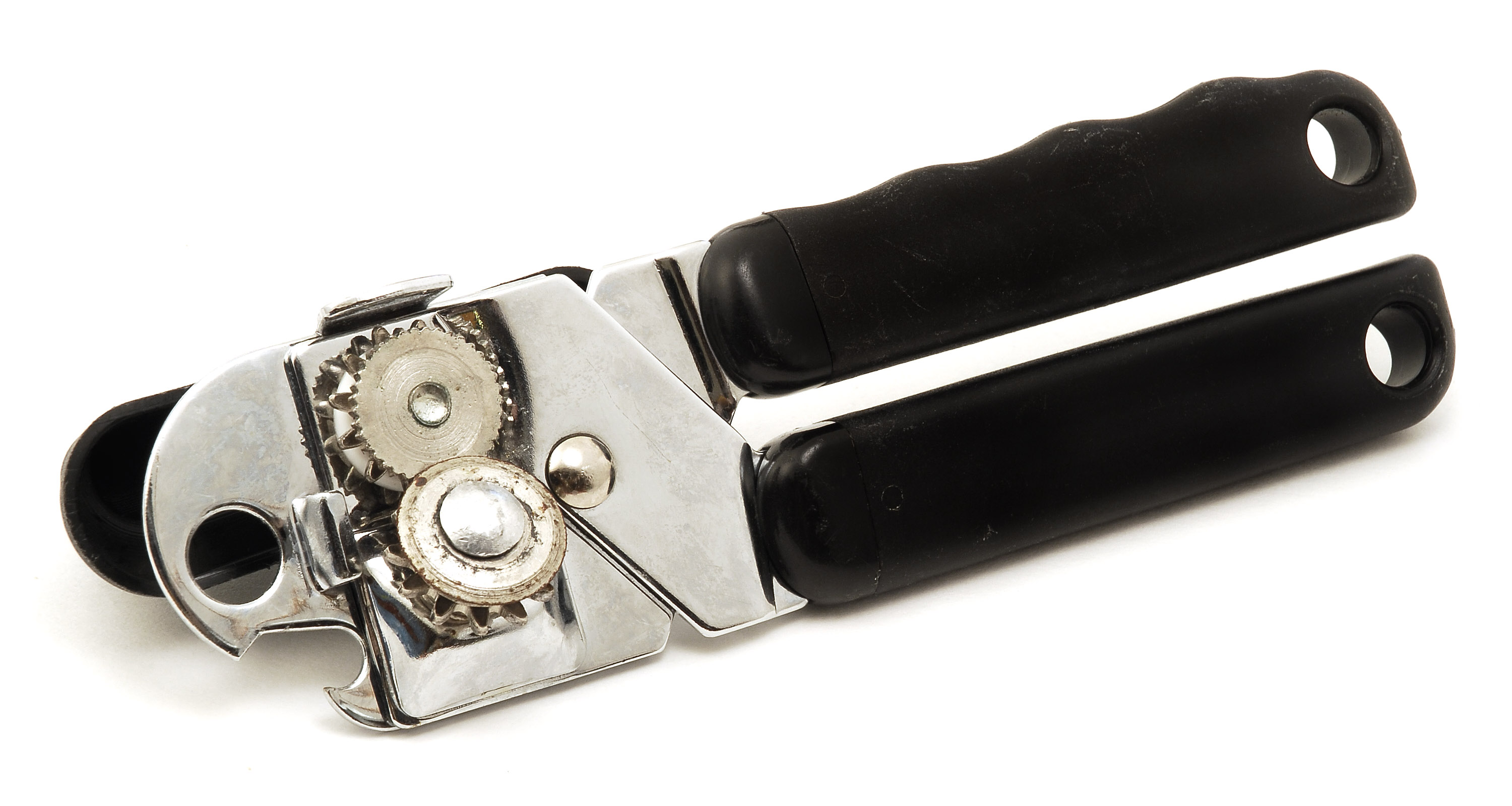
یک قوطی‌بازکن مدرن

قوطی‌بازکن یا دربازکن ابزاری است به منظور بازکردن انواع قوطی کمپوت و کنسرو. این ابزار نخستین بار در سال ۱۸۵۵ میلادی معرفی گردید. باوجوداین، برخی بر این باورند که سازندهٔ این ابزار فردی امریکایی به‌نام ویلیام لیمن می‌باشد.